# Шехзаде Мустафа
Шехзаде Мустафа (1515, Маниса – 6 октомври 1553, Ерегли) е първороден син на султан Сюлейман Великолепни от хасеки Махидевран Султан. От 1533 до 1541 е управител на санджака Маниса, от 1541 до 1549 – на Амасия, и на от 1549 до 1553 – на Кония. Мустафа е един от най-големите претенденти за османския трон. През 1553 година Мустафа е убит по заповед на баща си.

## Живот
Мустафа е роден през 1515 г. в Маниса. През 1520 г. Мустафа, заедно с майка си, заминава за Константинопол, защото османският трон е наследен от Сюлейман. През 1521 г. умира първородният син на Сюлейман, както и синът му от Гюлфрем хатун. Поради стеклите се обстоятелства, у Мустафа се заражда идеята, че като най-голям син на баща си, той ще наследи османския трон.
През идните дванадесет години отношенията между Мустафа и баща му били силно влошени, защото Сюлейман все по-настоятелно започва да подкрепя сина си Мехмед. В борбата за трона ключова роля играе и Хюррем Султан.
През 1533 Сюлейман заповядва на осемнадесетгодишния Мустафа да поеме управлението на санджака Маниса, но фатална се оказва 1541 година. Тогава баща му поверява санджака Маниса на брат му Мехмед, а на Мустафа е поверен санджака Амасия. Въпреки това, в Амасия Мустафа получил писмо от баща си, в което пишело, че го изпраща в Амасия само за да пази източните граници на империята, и да се научи как да управлява една империя. Именно по това време Мустафа се превръща в любимец на по-голямата част от османската армия.
В Амасия той получава вестта за смъртта на своя полубрат Мехмед. Друг негов брат, шехзаде Баязид, е изпратен да управлява санджака Кония. Този период е твърде критичен, тъй като Баязид е син на Хюррем, което усложнява положението на Мустафа. Въпреки трудностите, Мустафа управлява успешно Амасия цели дванадесет години.
През 1547 г., в разгара на Османско-сефевидската война, Сюлейман се среща с тримата си синове, Селим II, Мустафа и Баязид, за да обсъди политическата ситуация. Въпреки че е минало много време от смъртта на Мехмед, стената между тримата синове, борещи се за възкачванвто си на трона, все още стои. По това време се откроява Селим, който поема управлението на Маниса през 1544.
Във войната със сефевидите активно участие заема и Мустафа. Като подарък, баща му му предоставя санджака Кония.

## Екзекуция
По време на персийската военно-политическа кампания на Сюлейман, армията му лагерува край Егерли. По това време Рюстем паша изпраща писмо до Мустафа, за да се присъедини към армията на баща си.
Мустафа приема предложението на Рюстем и се съгласява да присъедини армията си. Сюлейман счел идването на Мустафа за заплашително и нарежда на своите приближени той да бъде екзекутиран.
Пазачите на Сюлейман нападат Мустафа и след продължителна борба Мустафа е удушен.
Тялото на Мустафа е пренесено в Бурса, където е погребан от майка си Махидевран Султан.

## Семейство
Съпругата на Мустафа се казва Михриуниса
Децата от този брак са:
- Ниргишах Суллтан -1536, Маниса – 1592, Анкара). Любимата дъщеря на Мустафа. През 1555 се омъжва за Дамат Ченаби Ахмет Паша, управител на Анатолия. Тя е погребана в гробницата на баща си и баба си Махидевран.
- Шехзаде Орхан (1538 – 1552, Коня).
- Шехзаде Мехмед (1546, Амасия – 1553, Бурса). След екзекуцията на баща си Мехмед също е екзекутиран, по волята на дядо си Сюлейман, който съзира в него потенциална заплаха. Погребан е в гробницата на баща си.

- Шах (Шехерезад) Султан (1547 Коня – 2 октомври 1577 Константинопол). През 1562 се омъжва за Дамат Абдулкерим паша, управител на Амасия.